# جیسن بکر
جیسون بکر نوازنده گیتار و آهنگساز نئو-کلاسیکال متال اهل آمریکا است. او در ۱۶ سالگی عضو گروه کاکفنی به همراه مارتی فریدمن بود، آن‌ها دو آلبوم با عنوان‌های Speed Metal Symphony در ۱۹۸۷ و Go Off را در ۱۹۸۸ منتشر کردند و پس از آن در ۱۹۸۹ گروه از هم پاشید و جیسون کار را بر روی آثار شخصی آغاز کرد. در ۱۹۸۸ اولین آلبوم شخصی وی یعنی Perpetual Burn منتشر شد. بعدها او به گروه دیوید لی روث پیوست و در ضبط یک آلبوم با گروه همراه شد. بیماری اسکلروز جانبی آمیوتروفیک او باعث شد تا او قدرت تکلم را از دست بدهد و پزشکان برای او طول عمر ۳ یا ۵ ساله را پیش‌بینی کردند اگرچه این مسئله نتوانست مانعی در راه موفقیت او باشد. در حال حاضر او مشغول به آهنگسازی به وسیلهٔ یک رایانه پیشرفته طراحی شده توسط پدرش است.

## مجموعه
در چهارم نوامبر سال ۲۰۰۸، شرکت شرپنل ریکوردز آلبوم تازه‌ای از جیسون بکر را با نام مجموعه منتشر کرد. این آلبوم دربردارنده سه قطعه تازه از جیسون بکر افزون بر چند قطعه ضبط‌شده قدیمی بود که تعدادی از قطعات قدیمی پیش از آن هرگز منتشر نشده بود. گروهی از موزیسن‌های برجسته سبک راک و هوی متال در این آلبوم با جیسون بکر همکاری کردند، از جمله؛ مارتی فریدمن، گرگ هاو، جو ستریانی، مایکل لی فرکینز، استیو وای، استیو هانتر و …

## آلبوم‌ها
کاکفنی
- سمفونی اسپید متال (۱۹۸۷)
- دررفتن! (۱۹۸۸)

مارتی فریدمن
- بوسه اژدها (۱۹۸۸)

آلبوم‌های شخصی
- سوختگی ابدی (۱۹۸۸)
- چشم‌انداز (۱۹۹۵)
- مربای تمشک (۱۹۹۹)
- مربای شاه‌توت (۲۰۰۳)
- مجموعه (۲۰۰۸)

دیوید لی روث
- یک‌کم کافی نیست (۱۹۹۱)

جو بکر
- داستان‌های کوتاه (۲۰۰۵)

کارهای دیگر
- ریچی کاتزن (۱۹۸۹، تهیه‌کننده)